# Thanh Xuân Nam
Thanh Xuân Nam là một phường cũ thuộc quận Thanh Xuân, thành phố Hà Nội, Việt Nam.

## Địa lý
Phường Thanh Xuân Nam có địa giới hành chính:
- Phía đông giáp các phường Hạ Đình và Thanh Xuân Trung
- Phía tây giáp quận Nam Từ Liêm
- Phía nam giáp huyện Thanh Trì và quận Hà Đông
- Phía bắc giáp phường Thanh Xuân Bắc.

Phường Thanh Xuân Nam có diện tích 31,42 ha (0,31 km2), dân số năm 2022 là 12.904 người, mật độ dân số đạt 41.069 người/km².

## Lịch sử
Địa bàn phường Thanh Xuân Nam trước đây là một phần phường Thanh Xuân Bắc thuộc quận Đống Đa (trước đó hơn nữa địa bàn khu vực này là một phần xã Tân Triều thuộc huyện Thanh Trì).
Ngày 22 tháng 11 năm 1996, phường Thanh Xuân Bắc chuyển sang trực thuộc quận Thanh Xuân mới thành lập. Đồng thời, một phần diện tích và dân số của phường Thanh Xuân Bắc được tách ra để thành lập phường Thanh Xuân Nam.